# Марселен, Фредерик
Фредерик Марселен (фр. Frédéric Marcelin; 11 января 1848, Порт-о-Пренс — 1917, Париж) — гаитянский прозаик, литературный критик, государственный и политический деятель.

## Биография
Сын торговца. В возрасте 12 лет родители отправили его учиться в Париж. Вернулся на Гаити через четыре месяца и возобновил обучение в Порт-о-Пренсе. Окончил юридический колледж.
В 1867 году назначен секретарём посольства Гаити в Вашингтоне. Занимал эту должность два года. В 1874 году был избран в палату депутатов страны. После падения правительства М. Доминго бежал на Ямайку в Кингстон, где скрывался в течение нескольких месяцев. Затем некоторое время жил курсируя между Гаити и Францией.
Его первая литературная работа — Ducasse Hippolyte, son époque, ses œuvres была опубликована в Гавре в 1878 году. Это одна из первых книг по литературной критике в Гаити.
Автор около 28 романов и многих эссе. Ему принадлежит книга о национальном банке Гаити — «Haïti et sa Banque Nationale» (1896), а также «Департамент финансов и торговли» («Le Départment des Finances et du Commerce d’Haïti», 1896).
В 1882 году Ф. Марселен вновь был избран депутатом в Порт-о-Пренсе. В то время он был членом Национальной партии Гаити.
С 1892 по 1894 год при президенте Л. Ипполите Ф. Марселен возглавлял Министерство финансов.
Затем уехал во Францию, где провёл почти десять лет и опубликовал несколько книг, в том числе три знаменитых романа: «Thémistocle Epaminondas Labasterre», «La Vengeance de Mamа» и «Marilisse», в которых описал недостатки гаитянского общества. В ноябре 1903 года вернулся на родину.
В 1905 году основал журнал «Haïti littéraire et sociale». Вместе со своими современниками Жюстеном Лериссоном и Фернаном Ибером работал над созданием современного гаитянского романа.
С 1905 по 1908 год ещё раз занимал кресло министра финансов Гаити. После падения правительства Алексиса в 1908 году Ф. Марселен навсегда переехал во Францию. Умер в Париже в 1917 году, где был похоронен.

## Избранные произведения
Романы
- Thémistocle Épaminondas Labasterre, Paris : P. Ollendorff / Société d'éditions littéraires et artistiques, 1901 ; Rééditions Port-au-Prince : Éditions Fardin, 1976, 1982, 1999 ; Port-au-Prince : Presses Nationales d’Haïti, 2005.
- La Vengeance de Mama, Paris : Société d'éditions littéraires et artistiques, 1902 ; Rééditions Port-au-Prince : Éditions Fardin, 1974, 1997.
- Marilisse, Paris : Société d'éditions littéraires et artistiques, 1903 ; Rééditions Port-au-Prince : Éditions Fardin, 1993 ; Port-au-Prince : Presses Nationales d’Haïti, 2005.
- La Confession de Bazoutte. Paris : Société d'éditions littéraires et artistiques, P, 1909

Эссе, критика
- Ducasse-Hippolyte : son époque, ses œuvres. Le Havre : A. Lemale, 1878.
- La Politique; articles de journaux, discours à la chambre. Paris : Kugelmann, 1887.
- Sous l’Empire. Paris : Victor-Havard, 1889.
- La Banque nationale d’Haïti : une page d’histoire. Paris : Impr. Kugelmann, 1890 ; Port-au-Prince : Fardin, 1985.
- Questions haïtiennes. Paris : J. Kugelmann, 1891.
- Rapports au Président de la République et au Conseil des secrétaires d'État (par Frédéric Marcelin, le Secrétaire d'État au Département des Finances et du Commerce) :
- Le Département des Finances & du Commerce d’Haïti, 1892—1894. (1re partie). Paris : , 1895.
- Les Chambres législatives d’Haïti, 1892—1894. (deuxième partie). Paris : Impr. Kugelmann, 1896.
- Haïti et sa Banque nationale. (troisième partie). Paris : Impr. Kugelmann, 1896.
- Choses haïtiennes : politique et littérature. Paris : P. Taillefer / Kugelmann, 1896.
- Nos Douanes (Haïti). Paris : Impr. Kugelmann, 1896.
- Haïti et l’indemnité française. Paris : Impr. Kugelmann, 1897.
- Une Évolution nécessaire. Paris : P. Taillefer / Impr. Kugelmann, 1898.
- L’haleine du centenaire… (Hommage à l’Association du centenaire.) Paris : Taillefer, 1901.
- Le Passé; impressions haïtiennes. Paris : Impr. Kugelmann, 1902.
- Autour de deux romans. Paris : Impr. Kugelmann, 1903 ; rééditions Port-au-Prince : Fardin, 1984.
- Le Général Nord Alexis, 1905[-1908]. Paris : Impr. Kugelmann, 1909.
- Bric-à-brac. Paris : Impr. Kugelmann, 1910.
- Erreur et vérité ; au corps législatif d’Haïti. Paris : Impr. Kugelmann, 1910.
- Finances d’Haïti : emprunt nouveau, même banque. Paris : Impr. Kugelmann, 1911.
- Au Gré du souvenir. Paris : Augustin Challamel, 1913 ; Port-au-Prince : Fardin, 1975.
- Propos d’un haïtien. Paris : Kugelmann, 1915.